# Historisch onderzoeksteam grondwettelijke uitkering
Het Nederlands Historisch onderzoeksteam grondwettelijke uitkering werd ingesteld per 1 februari 2017 en zijn rapport werd op 1 december 2017 gepubliceerd.

## Geschiedenis
In oktober 2016 bracht RTL Nieuws naar buiten dat in de periode 1970-1972 geheime belastingdeals zouden zijn gemaakt tussen het Nederlandse Koninklijk Huis en de Nederlandse regering. Hierover ontstond commotie die leidde tot de instelling van een onderzoeksteam dat in opdracht van minister-president Mark Rutte onderzoek deed naar de totstandkoming van het financieel statuut Koninklijk Huis uit 1972. Het team stond onder leiding van Carla van Baalen; de twee andere leden van het team waren: Paul Bovend'Eert en Mark van Twist.
Het instellingsbesluit van het team dateert van 9 februari, werkte terug tot 1 februari en werd gepubliceerd in de Staatscourant van 16 februari 2017. Het bevatte taakomschrijving, samenstelling van het team en bepaalde dat een eindrapportage voor 1 september van het instellingsjaar zou moeten worden uitgebracht. Op 29 september werd het team ontbonden.

## Taakstelling
Het team had tot taak onderzoek te doen naar:
1. de bepaling van het inkomensbestanddeel van de grondwettelijke uitkering aan leden van het koninklijk huis in de periode 1963 tot en met 1973 en de verschillende elementen die hierbij een rol hebben gespeeld;
2. de passages inzake het inkomensbestanddeel van de grondwettelijke uitkering aan leden van het koninklijk huis in het rapport van de stuurgroep herziening stelsel kosten koninklijk huis (rapport-Zalm) (2009).

## Rapport en conclusies
Op 1 december 2017 werd het rapport van het onderzoeksteam gepubliceerd. Het rapport deed verslag van de werkwijze van het team en was de neerslag van de twee gestelde onderzoekstaken. Een van de conclusies was dat van een 'geheime belastingdeal' geen sprake was geweest en dat het parlement steeds volledig was geïnformeerd, maar het team concludeerde dat het parlement weinig kritisch was geweest over de tot stand gekomen regeling uit 1972.